# 48785 Pitter
48785 Pitter è un asteroide della fascia principale. Scoperto nel 1997, presenta un'orbita caratterizzata da un semiasse maggiore pari a 2,9857593 UA e da un'eccentricità di 0,1081700, inclinata di 2,74224° rispetto all'eclittica.